# Karol Mier
Karol Bartłomiej Józef Jan Wojciech (Albert) Antoni Mier (ur. 24 sierpnia 1832, zm. 29 kwietnia 1885 we Lwowie) – hrabia, oficer, właściciel dóbr, c. k. podkomorzy, poseł do Sejmu Krajowego Galicji.

## Życiorys
Karol Bartłomiej Józef Jan Wojciech (Albert) Antoni Mier urodził się 24 sierpnia 1832. Prawnuk zarówno ze strony ojca jak i z matki Wilhelma, wnuk Jana, syn Feliksa (1776-1857) i Agnieszki (zm. 1836, córki Józefa), Ostatni męski potomek tej rodziny.
Został wojskowym Armii Cesarstwa Austriackiego. Przed 1850 został podporucznikiem 1 klasy w 63 Galicyjskiego pułku piechoty w Przemyślu. Następnie od około 1850 podporucznikiem 1 klasy w 2 Galicyjskiego pułku ułanów w Rzeszowie, około 1853 awansowany na nadporucznika służył w tej jednostce do około 1856. W późniejszych latach był porucznikiem pozasłużbowym.
30 września 1856 został mianowany c. k. podkomorzym (przyrzeczenie złożył 2 listopada 1856). Od 25 listopada 1857 był żonaty z Heleną Turkuł herbu Ostoja (1837-1916). Został dziedzicem dóbr ziemskich: Kamionka Bużańska, Derniów, Dobrotwory, Jasienica Polska, Jazienica Ruska, Obydów, Ruda, Sielec, Pieńków, Stryhanka.
W 1868 został wybrany z lwowskiej Izby Handlowej i Przemysłowej do Sejmu Krajowego Galicji II kadencji (1867-1869) w miejsce Józefa Breuera, który złożył mandat. 24 kwietnia 1876 został członkiem wydziału Galicyjskiego Towarzystwa Łowieckiego. Był członkiem rady nadzorczej Galicyjskiego Zakładu Kredytowego Włościańskiego, a od 1879 do końca życia członkiem wydziału Galicyjskiej Kasy Oszczędności. Zasiadał w radzie nadzorczej filii wiedeńskiego austriackiego Banku Centralnego (1871-1873). Od 1871 do 1879 był wiceprezesem Ogólnego Towarzystwa Ubezpieczeń.
Zmarł 29 kwietnia 1885 we Lwowie. Był ostatnim po mieczu z rodu Mierów. Majątek po nim odziedziczyła jego żona, Helena Mierowa.